# Тапулон
Тапулон (італ. Tapulon) — італійська страва, традиційна для провінції Новара. Являє собою різновид рагу, виготовляється з м'яса віслюка.

## Історія
За легендою народження цієї страви стало поштовхом для утворення селища Боргоманеро. Рецепт був створений тринадцятьма голодними паломниками, які повернулись після візиту до святині Орта-Сан-Джуліо, зупинилися на місці, де сьогодні стоїть Боргоманеро. У них закінчились продовольчі запаси, вони зварили м'ясо віслюка. Щоб пом'якшити твердість м'яса тварини, шматки дрібно нарізали і тривалий час варили у вині. Страва настільки сподобалась компанії, що переконала їх назавжди оселитися на місці трапези, де було засновано село, яке утворило ядро сьогоднішнього Боргоманеро. Тапулон з'явився у ХІІ сторіччі і є однією з найстаріших на всій території між Новарою та озером Маджоре.

## Сросіб приготування
Інгредієнти (для 4 осіб):
- 600 г подрібненого ослиного м'яса з часником, розмарином і ялівцем;
- 50 г вершкового масла;
- 25 г сала;
- 2 столові ложки олії;
- 2 дрібно нарізаних цибулини;
- 2 лаврових листа;
- 1 склянка червоного вина італ. Sizzano;
- яловичий бульйон;
- сіль і перець.

Дві дрібно нарізані цибулини пасерують із салом, маслом і олією, додають подрібнене ослине м'ясо і варять, помішуючи, хвилин десять. Додають вино, накривають кришкою і варять ще 30 хвилин. Кладуть лаврове листя і поливають невеликою кількістю бульйону, приправивши сіллю і перцем. Коли тапулон звариться, його подають з полентою або з картоплею, відвареною і обсмаженою з нарізаною цибулею на олії та маслі.